# إليري دبليو. ستون
إليري دبليو. ستون (بالإنجليزية: Ellery W. Stone)‏ هو ضابط ومهندس أمريكي، ولد في 1894، وتوفي في 1981.